# 쇼쇼니산맥

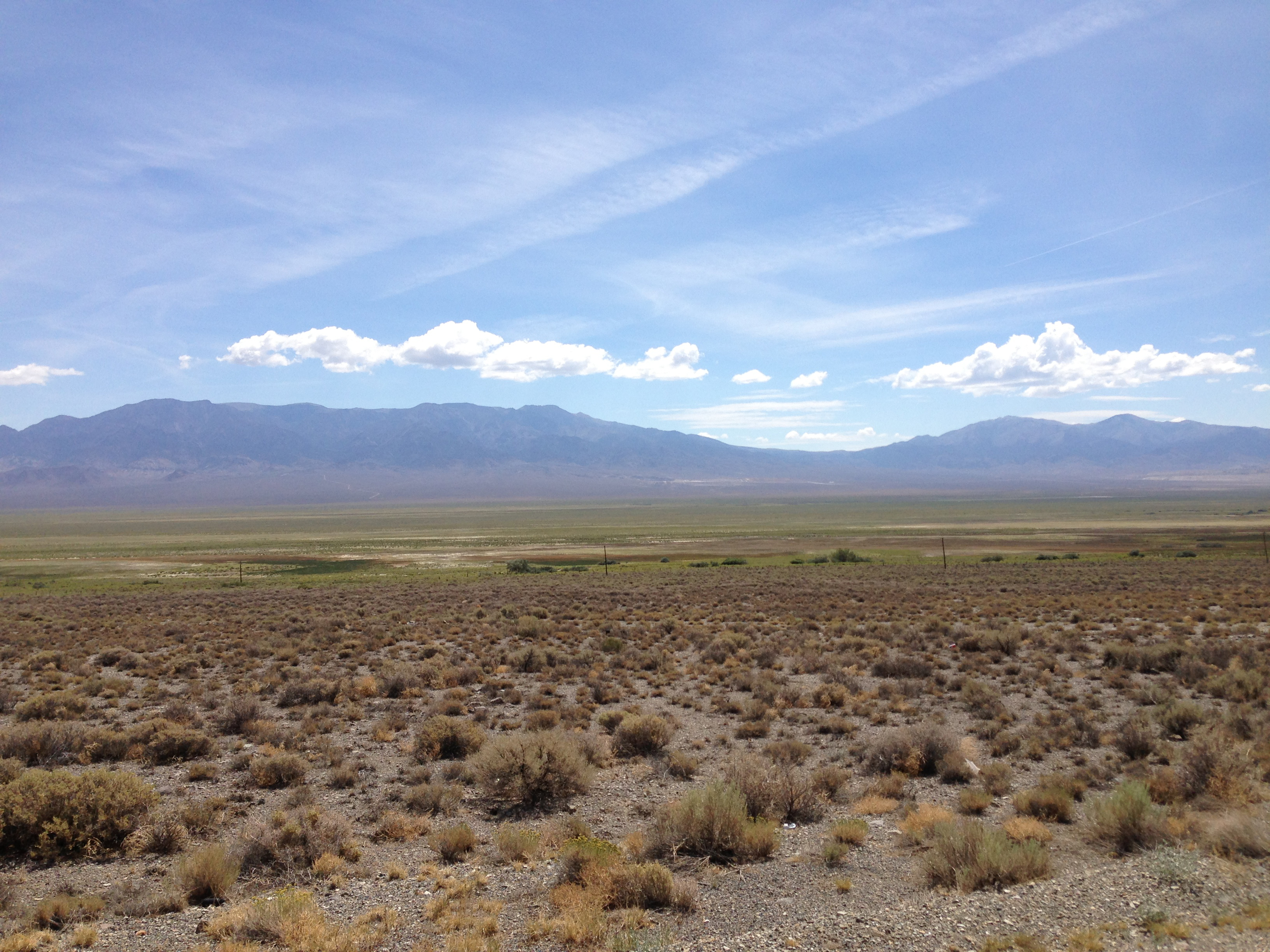
네바다 주도 376번 쪽에서 바라본 쇼쇼니산맥과 제퍼슨산.

쇼쇼니산맥(Shoshone Mountains)은 네바다주 중서부에 있는 산맥이다. 네바다에서 가장 긴 산맥으로, 녜군에서 랜더군까지 남북으로 106 킬로미터에 달하고, 산맥 폭은 9.7 킬로미터, 면적은 약 1,000 평방킬로미터다.
주요 산봉은 남쪽에서 북쪽 순서로 다음과 같다.
- 아디비산(Mount Ardivey): 2,867 m (9,406 ft)
- 버팔로산(Buffalo Mountain): 2,754 m (9,035 ft)
- 남쇼쇼니봉(South Shoshone Peak): 3,067 m (10,062 ft)
- 북쇼쇼니봉(North Shoshone Peak): 3,143 m (10,312 ft)
- 아이언산(Iron Mountain): 2,371 m (7,779 ft)
- 에미그런트봉(Emigrant Peak): 2,392 m (7,848 ft)
- 에어리산(Mount Airy) 2,320 m (7,610 ft)